# Gilberto Erick Martínez
Gilberto Erick Martínez (Tlalnepantla, Estado de México, México, 25 de septiembre de 1985) es un futbolista Mexicano. Su posición es defensa y su actual equipo es el Indios de Ciudad Juárez de la Liga de Ascenso.

## Clubes
| Club        | País   | Año              |
| ----------- | ------ | ---------------- |
| Pachuca Jrs | México | 2004-2005        |
| Indios      | México | 2005- Actualidad |

- Datos: Q5561417